# Podzamek Golubski
Podzamek Golubski – wieś w Polsce położona w województwie kujawsko-pomorskim, w powiecie golubsko-dobrzyńskim, w gminie Golub-Dobrzyń.

## Podział administracyjny
Do 1954 roku miejscowość była siedzibą gminy Podzamek Golubski.
W związku z reformą administracyjną kraju jesienią 1954 część Podzamku Golubskiego przy stacji kolejowej Golub (230 ha) włączono do Golubia-Dobrzynia, tworząc obecną część miasta Podzamek.
W latach 1975–1998 miejscowość administracyjnie należała do województwa toruńskiego.

## Demografia
Według Narodowego Spisu Powszechnego (III 2011 r.) wieś liczyła 454 mieszkańców. Jest dziewiątą co do wielkości miejscowością gminy Golub-Dobrzyń.

## Zabytki
Według rejestru zabytków NID na listę zabytków wpisany jest dom szachulcowy z 1902 (przeniesiony z Torunia w 2007), nr rej.: A/1358 z 18.11.1992.